# Т. М. Логан
Т. М. Логан (на английски: T. M. Logan) е псевдоним на Тим Утън (на английски: Tim Utton), английски журналист и писател, автор на произведения в жанра психологически трилър и криминален роман.

## Биография и творчество
Т. М. Логан е роден на 19 декември 1975 г. в Бъркшър, Англия. Баща му е англичанин, а майка му е германка. Следва в университета „Кралица Мери“ и в университета в Кардиф. След дипломирането си работи като научен репортер за „Дейли Мейл“ и „Нотингам Поуст“. После работи в отдела по външни отношения в университета в Нотингам.
Първият му роман „Лъжи“ е издаден през 2017 г. В него главният герой Джо Линч вижда съпругата си да се кара семейния им приятел Бен, и когато той се намесва, за да я защити, безобидно бутане поваля Бен на земята оставяйки го безжизнен. И това е само началото на откриването на поредица от лъжи и измамено доверие. Романът става бестселър и го прави известен.
Романът му „29 секунди“ е издаден през 2018 г. Сара спасява младо момиче в беда, но това поставя в дълг могъщ и опасен мъж. Той ѝ предлага да го „изплати“ чрез разрешаване на неприятна ситуация с непоносимия ѝ шеф. А за това е необходимо само 29 секундно телефонно обаждане.
През 2019 г. е издаден следващият му роман „Ваканцията“. В историята четири приятелки от студентството се събират в Прованс, Южна Франция за ваканцията си. Но приятелките и семействата им са въвлечени в мрачна история, наситена със заблуди, страх и изнудване, стари тайни, а после и убийство. През 2022 г. романът е екранизиран в едноименния телевизионен сериал с участието на Джил Халфпени.
Следващият му роман, „Уловката“ от 2020 г. е история за баща, който е убеден, че дъщеря му е на път да се омъжи за мъж с ужасни тайни. Той е екранизиран в едноименния телевизионен сериал през 2023 г.
Романите му са продадени в над 2 милиона екземпляра във Великобритания и са издадени в над 20 страни по света.
Т. М. Логан живее със семейството си в Нотингам.

## Произведения

### Самостоятелни романи
- Lies (2017)[1][2][3][4][6]
- 29 Seconds (2018)
29 секунди, изд. „Кръг“ (2021), прев. Надя Баева
- The Holiday (2019) – издаден и като „The Vacation„
Ваканцията, изд. „Кръг“ (2020), прев. Надя Баева
- The Catch (2020)
- Trust Me (2021)
- The Curfew (2022)
- The Mother (2023)
- The Dream Home (2024)

### Екранизации
- 2022 The Holiday – тв сериал, 4 епизода
- 2023 The Catch – тв сериал, 4 епизод, с Джейсън Уоткинс, Попи Гилбърт и Аневрин Барнард